# تجريدة أونوس

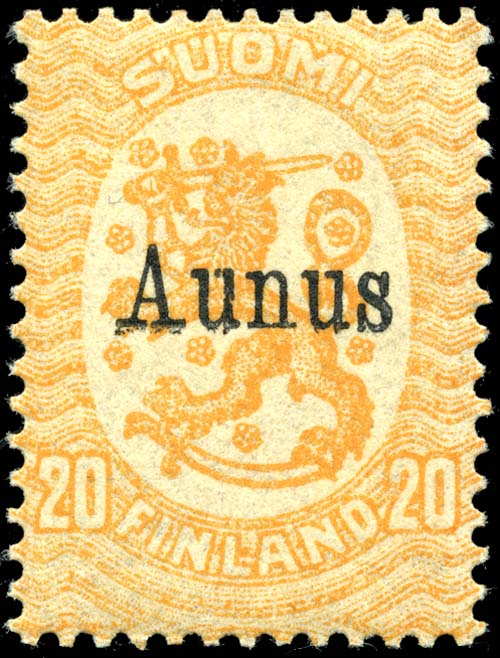
طابع بريد من عام 1919

تجريدة أونوس (بالفنلندية Aunuksen retkikunta) كانت محاولة قام بها متطوعون فنلنديون لاحتلال أجزاء من كاريليا الشرقية في عام 1919، خلال الحرب الأهلية الروسية. أونوس (Aunus) هو الاسم الفنلندي لمدينة أولونتس. كانت هذه التجريدة واحدة من العديد من «حروب ذوي القربى» الفنلندية (هيموسودات) العديدة التي خيضت ضد قوات روسيا البلشفية بعد الثورة الروسية عام 1917 وخلال الحرب الأهلية الروسية.

## التجريدة
عبرت التجريدة الحدود في ليلة 21 أبريل 1919. وكان الهدف الاستيلاء على لوتينانبلتو و بيتروزافودسك وسكة حديد مورمان. تم تقسيم القوات إلى ثلاث مجموعات تكونت كل منها من 1000 متطوع. تقدمت المجموعة الجنوبية نحو لوتينانبلتو في ثلاثة أيام فقط، إلا أن القوات البلشفية ردتها إلى ما وراء نهر تولوس. استولت المجموعة الشمالية على براسا. في هذا الوقت بات واضحاً عدم كفاية القوات لإكمال أهداف الحملة. فبدأت جولة جديدة بتجنيد 2000 متطوع جديد ووضع مانرهايم آرني سيهفو قائداً الجديد للبعثة.
بدأ فوج الرائد بآفو تالفيلا في هجوماً مستهدفاً بيتروزافودسك في 20 يونيو، إلا أنه هزم على أيدي البلاشفة وقوات الحرس الأحمر الفنلندي خارج البلدة. كانت القوات البريطانية التي تعمل على طول خط سكة حديد مورمانسك قريبة جداً من قبل، ولكنها لم تشارك فيها.
أمل الفنلنديون بانضمام السكان الكاريليين إلى القوات كمتطوعين لكن القليل منهم فقط فعل ولم تكن معنوياتهم عالية البتة.
انتقلت المبادرة وقتها للبلاشفة. في 26 يونيو نزل أكثر من 600 فنلندي من كلية الضباط الحمراء بسانت بطرسبرغ في فيتيلي عبر بحيرة لادوغا خلف الخطوط الفنلندية. اضطرت المجموعة الجنوبية إلى التراجع نحو فنلندا بعدما تكبدت خسائر فادحة. واضطرت مجموعة تالفيلا أيضاً للتراجع مرة أخرى إلى فنلندا.